# Resistència vacunal
La resistència vacunal o resistència vaccinal és l'adaptació evolutiva dels patògens per infectar i propagar-se a través d'individus vacunats, anàloga a la resistència antimicrobiana. Es refereix tant a vacunes humanes com animals. Tot i que l'aparició d'una sèrie de patògens resistents a les vacunes ha estat ben documentada, aquest fenomen és, tanmateix, molt més rar i menys preocupant que la resistència als antimicrobians.
La resistència vacunal es pot considerar un cas especial d'escapament antigènic, a partir de la immunitat que confereix la vacuna. La immunitat conferida per una vacuna pot ser diferent de la induïda per la infecció produïda pel patogen. Parlem de resistència a la vacuna només si l'escapament antigènic és el resultat de l'adaptació evolutiva del patogen (i no una característica del patogen que tenia abans de qualsevol adaptació evolutiva a la vacuna) i l'adaptació és impulsada per la pressió selectiva induïda per la vacuna (no seria el cas d'una evasió antigènica fruit d'una deriva genètica que estaria present fins i tot sense vacunar la població).
Per a les malalties que confereixen una immunitat duradora després de l'exposició, normalment malalties infantils, es va argumentar que una vacuna pot proporcionar la mateixa resposta immunitària que la infecció natural, per la qual cosa s'espera que no hi hagi resistència a la vacuna.
I si apareix resistència a la vacuna, la vacuna pot haver conferit algun nivell de protecció contra la forma greu de la infecció.